# AカップCカップ
『AカップCカップ』（エーカップシーカップ）は、1983年4月20日から同年8月31日までテレビ東京系列局で放送されていた公開テレビドラマである。テレビ東京とKANOXの共同製作。全20回。放送時間は毎週水曜 20:00 - 20:54 （日本標準時）。

## 概要
ランジェリー会社の宣伝マンたちが下着や水着を売り込む模様を描いたコメディドラマ。番組中、ビートたけしが担当するスタジオコント「天才たけちゃんのカルチャーショック」のコーナーがあった。
主人公・日下部社長は「元・警視庁の特捜部刑事」という設定があるが、これは社長役の天知茂主演作品『非情のライセンス』（テレビ朝日）のパロディである。

## 出演者
- 日下部五郎社長[2]：天知茂
- 高峰専務：小松政夫
- 美川純：美保純
- 圭子：斉藤慶子
- 明智：高田純次
- ミチル：浅茅陽子
- ビートたけし（ツービート） - 「天才たけちゃんのカルチャーショック」を担当。
- ビートきよし（ツービート）
- 安岡力也
- 戸川純
- 小山明子
- でんでん
- 星セント・ルイス

## サブタイトル
1. 警部・パンティーはお好き
2. スパイのパンティーは何色だ?
3. エッ!!ケイ子が妊娠?
4. 都の“あら!!見てたのね!!”
5. パンチラ娘にホクロがニコ2個!!
6. ライバル乱戦　いかにもいい友?!
7. 殺し屋に胸キュン
8. ZOKKON愛して高ケツ圧ギャル?
9. 御用心!!モデル志願はピストルギャング
10. キッスで天国!!恋人カムバック
11. スター誕生?やるっきゃないネ
12. デカパン刑事のスケ番くずし!!
13. ママ大好き少年笑っちゃいます
14. 登場!!アッと驚くお天気お父さん
15. ヤシの実パンツ?で売り上げ倍増
16. タコが言うのよねェお嫁サンバって!!
17. 秘書ヒショばなしで夏休みナシ!!
18. 不思議99%?屋根裏を駆ける少女
19. 眠れない!今夜はおまえにピタッ
20. 花嫁の胸騒ぎ・社長は二度死ぬ?

## スタッフ
ドラマパート
- 脚本：水谷龍二、岩松了、清水東、大久保昌一良、武田一郎、海老原靖芳 ほか

バラエティパート『今週のカルチャーショック』
- 構成：高田文夫

『女性のための下着ゼミナール』
- 構成：永田悦雄

- 演出：久世光彦、小野鉄二郎、沢本均 ほか[2]
- プロデューサー：宮川鑛一（テレビ東京）、前原雅勝・中村延義（渡辺プロダクション）
- 下着協力：レナウン バサレット
- 技術協力：東通、タムコ
- 照明協力：サンライズアート
- ポスプロ：音響ハウス
- 製作：テレビ東京、KANOX、渡辺プロダクション

## 放送局
- テレビ東京（制作局）：水曜 20:00 - 20:54
- 北海道放送：土曜 12:00 - 12:55[3]
- 仙台放送：土曜 12:00 - 12:55[4]
- 新潟放送：土曜 12:00 - 12:55[5]
- 岐阜放送：水曜 20:00 - 20:54（同時ネット）[6]
- 三重テレビ：水曜 20:00 - 20:54（同時ネット）[6]
- テレビ大阪：日曜 15:30 - 16:54[7][注釈 1]
- サガテレビ：土曜 13:00 - 13:55[8]

## 参考資料
- テレビドラマデータベース
- TV北野